# Las tierras blancas
Las tierras blancas  es una película de Argentina en blanco y negro dirigida por Hugo del Carril sobre el guion de Eduardo Borrás según la novela homónima de Juan José Manauta que se estrenó el 1 de febrero de 1959 y que tuvo como protagonistas a Hugo del Carril, Ricardo Trigo, Raúl del Valle y Antonio Capuano. Colaboró como camarógrafo el futuro director de fotografía y de cine Aníbal Di Salvo.

## Sinopsis
La vida mísera de los habitantes de un pueblo santiagueño, entre el delito, las venganzas y la sequía.

## Reparto
- Hugo del Carril
- Ricardo Trigo
- Raúl del Valle
- Antonio Capuano
- Totón Podestá
- Juan Armendáriz
- David Socco
- Amanda Silva
- Nora Palmer
- Carlos Olivieri
- Mónica Cristina Remos
- Juan José Manauta

## Comentarios
Nicolás Mancera escribió:

”Esas zonas de angustia…las verdaderas figuras centrales del drama…logra (Del Carril) síntesis de todos los anhelos que se vislumbran en anteriores muestras suyas. El director ha sacrificado a los actores, se ha sacrificado a sí mismo como actor, incluso ha sacrificado la acción y el ritmo vivaz de esas escenas para hacer pasar a primer plano esas tierras blancas y su influencia en la conducta de los hombres. Por eso…al espectador inadvertido le parece )solo le parece) un tanta lenta y arrítmica.”

César Maranghello opinó:

”El despojamiento de la imagen le brinda el film una gran modernidad, y ello se ve reforzado porque las historias van quedando truncas o inconclusas, como en la realidad. Esta soltura impide que alguna frase altisonante de Borrás pueda interrumpir el flujo de la vida.”